# 박남옥
박남옥(朴南玉, 1923년 ~ 2017년 4월 8일)은 대한민국의 영화 감독이다. 1923년 경상북도 하양에서 태어났으며, 이화여전을 중퇴하였다. 1944년 대구에서 잠시 신문 기자를 지내다가 사직 후 서울로 다시 상경하였다. 1955년에 영화 《미망인》을 발표하여 대한민국 최초의 여성 영화 감독으로 평가받고 있다. 2017년 미국 로스앤젤레스에서 노환으로 별세하였다.

## 생애
박남옥은 1923년 경상북도 하양에서 태어났다. 포목상을 하던 아버지 박태섭과 어머니 이두리 사이의 십남매 가운데 세째였다. 박남옥은 어려서부터 다재 다능한 면모를 보였으며 특히 체육에 뛰어났다. 1936년 경북여학교에 입학한 뒤 육상부에 들어가 높이뛰기, 투포환 등의 종목에 출전하였다. 1938·39년 전조선육상선수권대회에 투포환 선수로 출전하여 3회 연속 조선 신기록을 기록하며 우승하였다. 박남옥은 계속하여 육상선수를 하고 싶었으나 부모의 반대로 뜻을 이루지 못하였다.
어려서부터 미술을 좋아한 박남옥은 우에노미술학교(현 도쿄미술대학)에 입학하고 싶었으나 학교에서는 졸업후 교사가 되는 내량여고사(현 나라여자대학) 외에는 추천장을 써주지 않았다. 몰래 준비하였던 우에노미술학교의 입학서류가 학교로 배송되자 문제가 생겼고 박남옥은 유학을 포기하고 1943년 이화여전 가사과에 입학하였다. 1943년 동아일보의 대학입시 합격자 명단에 박남옥의 이름이 기록되어 있다. 박남옥은 이화여전 시절 기숙사에 살면서 시간이 날 때마다 영화를 보았다. 훗날 감명 깊게 본 영화로 베를린 올림픽을 기록한 레니 리펜슈탈의 《올림피아》를 꼽았다. 장대한 다큐멘터리를 여성이 만들었다는 것에 큰 충격과 감명을 받았다고 한다. 이화여전에 다니던 박남옥은 부모가 결혼을 강요하자 학교를 중퇴하고 미술을 배우기 위해 일본으로 밀항하였다가 배가 좌초되어 일본의 수용소에 수감되기도 하였다. 이후 대구매일신문에서 기자로 근무하였다.
박남옥은  일제시기 일본어로 발간되던 영화 잡지였던 《신영화》에 실린 영화배우 김신재의 인터뷰에 매료되어 영화에 관심을 갖게 되었다. 박남옥은 김신재가 출연한 모든 작품의 스틸 사진을 모으고 편지를 써 보내는 열성 팬이었다. 박남옥은 대구매일신문에서도 영화 관련 기사를 작성하는 일을 하였다. 그러나 일제 말 학교 교육은 한국어를 가르치지 않았기 때문에 맞춤법을 지키는 것이 힘들었다고 한다. 해방이 되자 다시 서울에 간 박남옥은 친구의 남편인 윤용규(그는 1949년 《마음의 고향》을 감독한 뒤 월북하였다.)의 소개로 조선영화사 광희동 촬영소에 입사하였고 꿈에도 그리던 김신재와 직접 만나 친분을 쌓게 되었다.  박남옥은 최인규의 《자유만세》(1946년) 후반 작업에 합류하였다. 편집조수로 일하던 박남옥은 신경균의 《새로운 맹서》 스크립터를 맡으며 영화 경력을 쌓았다. 광희동촬영소에서 일하던 그는 또 다시 부모의 반대에 부딛혀 귀향하게 되었다.
한국전쟁이 일어나자 박남옥은 국방부 촬영대에 들어가 다시 영화 작업을 하게 되었다. 1953년 함께 종군영화를 만들던 이보라와 결혼하였다. 전쟁이 끝나고 다시 서울로 올라간 박남옥은 1954년 딸 이경주를 낳은 지 사흘만에 지인들과 술자리를 갖은 자리에서 전쟁중에 남편을 잃은 아내에 대한 영화를 만들자는 이야기를 나누었다. 박남옥은 시나리오를 맡기고 촬영, 배우의 섭외와 같은 일을 진행하면서 출판사를 하던 친언니에게 영화 제작 비용을 빌렸다. 박남옥은 아기를 업고 15명이 되는 스테프의 식사를 직접 차리면서 영화를 제작하였다.
《미망인》은 1955년 12월 10일에 개봉하였다. 박남옥은 "영화 제작에 들어가기 전에 나는 예술을 논했지만, 막상 영화 제작에 들어가니 아이를 업고 기저귀 가방을 들고 반년을 미친년처럼 이리 저리 뛰며 보냈다"고 회상하였다. 서울 중앙극장에서 개봉한 《미망인》은 불과 3일만에 간판을 내리고 말았다.
박남옥은 영화의 실패와 이혼이 겹쳐 한동안 몸져 누웠다. 1957년 부모가 대구 생활을 청산하고 서울로 올라 온 뒤 함께 살았으며 언니가 운영하던 《동아출판사》에 근무하였다. 1959년 박남옥은 영화잡지 《씨네마팬》을 제작하며 다시 영화를 만들 뜻을 보였지만 결국 뜻을 이루지는 못했다. 1992년 미국으로 이주하였으며 2017년 4월 8일 별세하였다.

## 작품
《미망인》이 제작된 시기는 전쟁 직후여서 제대로 된 제작 환경을 갖출 수가 없었다. 박남옥은 제작자이자 '밥차 아줌마' 노릇까지 하며 영화를 제작하였다. 《미망인》의 배급사 이름이 〈자매영화사〉가 된 것은 언니에게 제작비를 빌렸기 때문이다. 박남옥은 영화의 제작 과정에서 여성이라는 이유로 많은 차별을 받았다. 녹음실은 녹음을 거부하기 일쑤였고 완성후에도 상영관을 잡을 수 없었다. 당시 상업영화는 이미 35 mm 카메라로 제작되던 데 반해 16 mm 로 촬영된 《미망인》은 대중적이지 않다는 이유도 있었다.
영화는 미려한 몽타쥬 기법으로 관심을 받았으나 흥행은 극히 저조하여 3일만에 막을 내렸다. 잊혀졌던 박남옥의 《미망인》은 1997년 제1회 서울여성영화제를 계기로 재평가를 받게 되었다. 한국 최초의 여성감독으로 재조명되어 개막초청작으로 상영된 것이다. 박남옥의 별세를 계기로 서울여성영화제는 2008년 한시적으로 수여하였던 박남옥영화상을 2017년 다시 제정하여 해마다 수상하기로 하였다.
영화는 전쟁에서 남편을 잃은 여성이 남편의 친구로부터 도움을 받아 삶을 유지하면서 겪는 애환을 신파적 구조로 그리고 있다. 영화의 네거티브 필름에서 결말부는 소실되었다.

## 같이 보기
- 홍은원